# 2016 في باكستان
فيما يلي قوائم الأحداث التي وقعت خلال عام 2016 في باكستان.

## سياسة

### انتهاء فترة المنصب
- 29 نوفمبر – رحيل شريف رئيس أركان الجيش (باكستان).

## رياضة
- 1 يناير – باكستان في الألعاب الأولمبية الصيفية 2016

## وفيات

### يونيو
- 22 يونيو – أمجد صبري (مواليد 1976)

### يوليو
- 15 يوليو – قنديل البلوش (مواليد 1990)
- 26 يوليو – حافظ سعيد خان (مواليد 1972)

### نوفمبر
- 22 نوفمبر – معين الدين أحمد قرشي (مواليد 1930)

### ديسمبر
- 7 ديسمبر – جنيد جمشيد (مواليد 1964) جميل.